# David Randall-MacIver
David Randall-MacIver, född 31 oktober 1873, död 30 april 1945, var en brittisk-amerikansk arkeolog och egyptolog. Han är mest känd för sina utgrävningar i Stora Zimbabwe som gav de första solida bevisen på att platsen byggdes av Shona-folk.

## Biografi

### Egyptologi och Stora Zimbabwe
Randall-MacIver utbildades vid The Queens College, Oxford University. Han tog examen 1896 med en förstklassiga betyg. Han började sin professionella arkeologiska karriär 1898 och arbetade för William Flinders Petrie i Egypten. Under utgrävningarna upptäckte Randall-MacIver Senusret III:s dödstempel. 1906 utsågs han till intendent för den egyptiska sektionen vid Penn Museum, University of Pennsylvania, och tog över samlingen efter Sara Yorke Stevensons avgång 1905. Med finansiering från Eckley B. Coxe Jr., initierade Randall-MacIver forskning om förhållandet mellan Egypten och Nubien, och grävningarna gav bevis för en forntida nubisk kultur, som går tillbaka ända till 3100 f.Kr.  Mellan 1905 och 1906 genomförde Randall-MacIver den första detaljerade studien av Great Zimbabwe. Frånvaron av artefakter av icke-afrikanskt ursprung fick honom att dra slutsatsen att strukturen byggdes av lokalbefolkningen. Han skrev i Medieval Rhodesia (1906) att ruinerna av Zimbabwe var byggda av afrikaner och kunde daterades till omkring 1200-talet. Tidigare trodde vita forskare att ruinerna vid Zimbabwe hade byggts upp av ett samhälle grundat av vita som därefter försvunnit. De tidigare forskarna hade spekulerat i att strukturen hade byggts av arabiska eller feniciska handlare. Från 1906 till 1907 ledde han museets första utgrävningar i Egypten. Från 1907 till 1910 fokuserade Randall-MacIver särskilt på regionen Nedre Nubien, som vid den tiden fortfarande var relativt lite studerat. Mellan 1907 och 1910 grävde han ut platsen för Karanog, en tidigare provinshuvudstad i kungariket Kush. Under Randall-MacIver blev Penn Museum känt för sin egyptologiska forskning. Randall-MacIver avgick som intendent 1910 efter att ha blivit osams med museets chef, George Byron Gordon.

### Arbete i Italien
Randall-MacIver blev efter sin tid som museiintendent bibliotekarie i American Geographical Society. 1914 lämnade han den tjänsten för att arbeta som brittisk underrättelseofficer i första världskriget. 1921 flyttade han till Rom i Italien för att studera etruskisk arkeologi. Randall-Maciver publicerade på området Villanovans and Early Etruscans (1924), The Iron Age in Italy (1927) och Italy Before the Romans (1928). Han stannade kvar i Italien under andra världskriget, och hjälpte de allierade styrkornas program för att bevara monument, konst och arkiv, de berömda Monuments Men, för att rädda historiska monument och kulturell egendom.